# ヒデンゼー (ミサイルコルベット)
ヒデンゼー(ドイツ語:Hiddenseeヒデンゼー)は、ドイツ連邦共和国およびアメリカ合衆国のミサイルコルベット(Flugkörperkorvetten)である。ソ連で建造された1241型大型ミサイル艇の1 隻である。艇名は、バルト海上のドイツの領土ヒデンゼー島に因む。

## 概要
ドイツ民主共和国(東ドイツ)では、1980年代にそれまでの205型大型ミサイル艇を置き換える目的で1241RÄ型対艦ミサイルコルベット(Flugkörperkorvetten der Projekt 1241 RÄ)の導入を実施した。ヒデンゼーは、その2番艇としてロシア共和国ルィービンスクのヴィーンペル設計局(現在のNPO「ヴィーンペル」)で建造された。当初は、ドイツ共産党の活動家に因んだルードルフ・エーゲルホーファー(Rudolf Egelhofer)と称し、人民海軍で運用された。艇番号は、当初は772を与えられ、1987年に572に改められた。
1990年10月3日に東西ドイツが再統一されると、ルードルフ・エーゲルホーファーの同型艇は尽く海軍を除籍された。一方、ルードルフ・エーゲルホーファーは除籍を免れ、ヒデンゼーと改称の上ドイツ海軍に在籍した。艇番号も、R6166に改められた。ドイツ海軍では、旧1241RÄ型は621型ミサイルコルベットと呼ばれた。
しかし、ヒデンゼーの残存は調査のためで、この艇がドイツ海軍で本格運用されることはなかった。ヒデンゼーは1991年4月にはドイツ海軍を除籍され、同年11月には調査のためアメリカ合衆国へ引き渡された。1996年10月にはアメリカ海軍を除籍され、マサチューセッツ州のフォールリヴァーにあるバトルシップ・コーヴで博物館船となった。